# Sporocytophaga myxococcoides
Sporocytophaga myxococcoides ist eine Bakterienart, die zu der Abteilung der Bacteroidetes gehört. Sie ist wichtig für die bakterielle Zersetzung von Cellulose. Sie ist die einzige Art der Gattung Sporocytophaga.

## Erscheinungsbild
Die Zellen sind flexible Stäbchen, ungefähr 0,3 – 0,5 µm breit und 5 – 8 µm lang, mit leicht abgerundeten Enden. Sie sind entweder gerade, schraubenartig oder bogenartig. Die Kolonien sind gelb gefärbt. Die Bewegung erfolgt durch die sogenannte gliding motility.
Sporocytophaga myxococcoides bildet Ruhestadien (Sporen), sogenannte Mikrocysten. Sie sind kugelig und haben einen Durchmesser von 1,5 µm. Die Mikrocysten werden durch eine Verkürzung der Zelle gebildet, die Zelle nimmt dann eine kugelige Form an, zuletzt entsteht eine schleimige, die Zelle umgebende Kapsel. Diese Hülle ist stark lichtbrechend. Treten günstige Bedingungen auf, keimen die Mikrocysten. Die Zelle verlässt hierbei die Kapsel an einer hierfür aufgelösten Stelle. Nach dem Verlassen löst sich die Kapsel auf. Die Zelle verlängert sich dann und bildet schließlich wieder ein Stäbchen mit abgerundeten Enden.

## Stoffwechsel
Sporocytophaga myxococcoides ist streng aerob und chemo-organotroph. Die Temperatur für optimales Wachstum liegt bei ca. 30 °C. Das Bakterium nutzt Cellulose, Cellobiose und teilweise Glucose als Kohlenstoff- und Energiequelle. Glucose wird von frisch aus der Natur isolierten Kulturen nicht genutzt, doch treten in den Kulturen Mutanten auf, die in der Lage sind auch Glucose zu nutzen. Stärke, Agar und Chitin werden nicht genutzt. Sporocytophaga myxococcoides ist wichtig für die bakterielle Zersetzung von Cellulose. Auch verschiedene Arten der verwandten Gattung Cytophaga können Cellulose nutzen. Cellulose wird nur von wenigen Gruppen von Organismen umgesetzt, wichtig sind hierfür neben Bakterien vor allem Pilze.

## Systematik
Es sind mehrere Arten der Gattung Sporocytophaga beschrieben worden, anerkannt wird aber nur Sporocytophaga myxococcoides. Die weiteren Arten sind: Sporocytophaga cauliformis Knorr and Gräf 1962, Sporocytophaga congregat subsp. maroonicum Akashi 1960, Sporocytophaga  ellipsospora (Imshenetski  and  Solntseva, 1936) Stanier 1942 und Sporocytophaga  ochracea Ueda, Ishikawa, Itami and Asai 1952.